# Galium huber-morathii
Galium huber-morathii är en måreväxtart som beskrevs av Friedrich Ehrendorfer och Schönb.-tem.. Galium huber-morathii ingår i släktet måror, och familjen måreväxter. Inga underarter finns listade i Catalogue of Life.